# Clarence Stein
Clarence Samuel Stein (ur. 19 czerwca 1882 w Rochester, zm. 7 lutego 1975) – amerykański architekt, urbanista oraz pisarz. Jeden z głównych propagatorów koncepcji Miasto ogród na terenie Stanów Zjednoczonych.

## Życiorys
Stein urodził się w Rochester, w stanie Nowy Jork, w rodzinie żydowskiej. W dzieciństwie jego rodzina przeniosła się do Nowego Jorku. Wrażliwy, czasem nawet przesadnie, młody Stein dostał załamania nerwowego na krótko przed planowanym wyjazdem na studia, doświadczając ataku nazywanego wówczas neurastenią, po którym został wysłany na Florydę w celu rekonwalescencji. Wrócił do Nowego Jorku, ale nie podjął od razu nauki na uniwersytecie. Zamiast tego pracował w firmie rodzinnej produkującej trumny. Po około roku podjął naukę w College.
Istotnym wydarzeniem był Grand Tour po Europie, który odbył wraz z ojcem. Po powrocie do Stanów Zjednoczonych ponownie odłożył naukę na uniwersytecie, poświęcając się pracy społecznej. Razem ze swoimi braćmi i małą grupką podobnie myślących młodych mężczyzn, z których wielu będzie wpływowymi osobami przez resztę swojej kariery, Stein założył Klub Młodych Mężczyzn, organizację wzorowaną na wielu innych rozwijających się ruchach społeczny.
Po powrocie do Stanów Zjednoczonych Stein dołączył do biura głęboko konserwatywnego architekta Gothic Revival, Bertrama Goodhue'a i jego bardziej znamienitego, ale równie konserwatywnego partnera, Ralpha Adamsa Crama. W 1911 przyczynił się do realizacji trzech dużych projektów Goodhue: Wystawa Panama-Kalifornia w 1915 w San Diego w Kalifornii, miasto firmowe Tyrone w Nowym Meksyku oraz plan główny i poszczególne budynki California Institute of Technology w Pasadenie.
W latach 1923–1926 Stein pełnił funkcję przewodniczącego nowojorskiej Komisji Mieszkaniowej i Regionalnej Komisji Planowania.
Stein dużo podróżował poza USA i nawiązał przyjaźń między innymi ze szwedzkim mężem stanu Yngve'em Larssonem.
Stein napisał Toward New Towns for America w 1951 roku i otrzymał złoty medal AIA w 1956 roku. Zmarł w 1975 roku w wieku 92 lat.

## Życie osobiste
Od 1928 do śmierci w 1975 Stein był żonaty z aktorką teatralną i filmową Aline MacMahon. Nie mieli dzieci.

## Sunnyside
Począwszy od 1923 roku Stein i Henry Wright współpracowali przy planie Sunnyside Gardens, dzielnicy Nowego Jorku. Ta okolica zachowała swój szczególny charakter i została wpisana do Krajowego Rejestru Miejsc Historycznych.
Budowa Sunnyside rozpoczęła się 1 kwietnia 1924, dwa miesiące po zakupie terenu od Pennsylvania Railroad Company. Ze względu na wysokie koszty terenów miejskich wiele dzielnic było zatłoczonych i zaniedbanych, co czyniło je niezdrowym i nieprzyjemnym miejscem do zamieszkania. Sunnyside było inne, ziemia nie była wykorzystywana przez firmę kolejową, więc była tania. Stein stanął przed sporym wyzwaniem. Był odpowiedzialny nie tylko za stworzenie bardziej przystępnej cenowo dzielnicy, ale także za zdrowe i przyjemne miejsce do życia. Zaprojektował bardziej naturalne obszary zielone z dużą ilością światła, co zapewnia spokojne środowisko życia. Pomiędzy wszystkimi apartamentowcami znajdowała się centralna otwarta przestrzeń publiczna, taka jak plac zabaw lub park. Efekt końcowy Sunnyside był bardzo udany.

## Publikacje
- The Writings of Clarence S. Stein: Architect of the Planned Community, 1998
- Toward New Towns for America, 1951
- Kitimat: A New City, 1954
- Report of the Commission of Housing and Regional Planning to Governor Alfred..., 1925
- Primer of Housing, 1927 (co-author)
- Store Buildings and Neighborhood Shopping Centres, 1934
- Radburn, Town for the Motor Age, 1965
- Hillside Homes, 1936